# Dagmar Stam
Dagmar Stam (Amsterdam, 10 september 1945) is een Nederlands illustratrice.

## Loopbaan
Stam volgde een opleiding aan de Rietveld en modeacademie in Amsterdam. Ze was actief in de reclamewereld, tot ze door het tijdschrift Libelle werd gevraagd om de rubriek Libelle weet 't te illustreren. 
Sinds 1978 illustreert ze ook kinderboeken van onder anderen Vivian den Hollander, Nannie Kuiper en Carry Slee. In 1992 maakte ze samen met Francine Oomen verhalen over Tommie & Saartje, die waren te zien in Sesamstraat. Samen met Liesbeth van Binsbergen maakte ze vanaf 1996 een aantal prentenboeken in het kader van het Basproject, bedoeld om de taalontwikkeling van peuters en kleuters te stimuleren. 

## Geïllustreerde boeken (selectie)
- Bas Loopt weg, Nini Jurriens (1978)
- Barend, Nannie Kuiper (1979)
- Verdriet met mayonaise, Carry Slee (1991)
- Geklutste geheimen met strafwerk toe, Carry Slee  (1995)
- Ik ben Bas, Liesbeth van Binsbergen (1996)
- Bas, ga je mee?, Liesbeth van Binsbergen (1997)
- De Knorreborreboerderij, Carry Slee (1999)
- Wie achter is mag voor, Anne Takens (1999)
- Vrij!, Marja Baseler (2001)
- Herfstpret! Marja Baseler (2001)
- Altijd feest! Marja Baseler (2001)
- De eend op de pot, Nannie Kuiper (2002)
- Hoi, naar school, Vivian den Hollander (2002)
- Ik + jij = wij! Marja Baseler (2002)
- Lentefeest, Marja Baseler (2002)
- De smoezenkampioen, Carry Slee (2003)
- Eerst jij dan ik! Marja Baseler (2003)
- Wereldhapjes, Marja Baseler (2003)
- IJspret, Marja Baseler (2003)
- Op stap, Marja Baseler (2003)
- Bas past op opa, Liesbeth van Binsbergen (2004)
- Naar school, Marja Baseler (2004)
- Vakantie, Marja Baseler (2004)
- Het grote Liselotje boek, Marianne Busser & Ron Schröder (2005)
- Kijk mij nou!, Marja Baseler (2005)
- Het Sinterklaasboek voor peuters en kleuters, Marianne Busser & Ron Schröder (2006)
- Alweer die groep drie!, Vivian den Hollander (2007)
- Rekenen in het oerwoud, Carry Slee (2007)

## Bestseller 60
| Boeken met noteringen in de Nederlandse Bestseller 60 | Jaar van verschijnen | Datum van binnenkomst | Hoogste positie | Aantal weken | Opmerkingen              |
| ----------------------------------------------------- | -------------------- | --------------------- | --------------- | ------------ | ------------------------ |
| Het grote Decemberboek                                | 2005                 | 19-11-2005            | 19              | 3            | met Ellen Tijsinger      |
| Ssst, niet verklappen!                                | 2007                 | 08-09-2007            | 8               | 7            | met Vivian den Hollander |
| Wie rijmt er mee?                                     | 2008                 | 30-08-2008            | 6               | 9            | met Vivian den Hollander |
| Slagroom op je snoet                                  | 2009                 | 29-08-2009            | 5               | 10           | met Vivian den Hollander |
| Dag Sinterklaasje. O, dennenboom.                     | 2009                 | 28-11-2009            | 60              | 1            | met Jacques Vriens       |
| Dappere dierenredders                                 | 2011                 | 20-08-2011            | 3               | 12           | met Vivian den Hollander |
| Vriendjes van overal                                  | 2012                 | 01-09-2012            | 7               | 9            | met Vivian den Hollander |
| Kampioen op krukken                                   | 2013                 | 31-08-2013            | 4               | 8            | met Vivian den Hollander |